# Округ Вејн (Џорџија)
Округ Вејн (енгл. Wayne County) је округ у америчкој савезној држави Џорџија.

## Демографија
По попису из 2010. године број становника је 30.099, што је 3.534 (13,3%) становника више него 2000. године.
| Група             | 2000.          | 2010.          |
| Белци             | 19.838 (74,7%) | 21.749 (72,3%) |
| Афроамериканци    | 5.398 (20,3%)  | 5.996 (19,9%)  |
| Азијати           | 118 (0,4%)     | 161 (0,5%)     |
| Хиспаноамериканци | 1.013 (3,8%)   | 1.719 (5,7%)   |
| Укупно            | 26.565         | 30.099         |